# 細田雄一
細田 雄一（ほそだ ゆういち、1984年12月6日 - ）は、徳島県三好市出身のトライアスロン選手。
一般財団法人博慈会  所属。

## 経歴
1995年、小学5年生の時に姉の影響を受け地元のトライアスロン大会へ出場した事をきっかけにトライアスロンを始める。1998年、三好市立池田中学校2年生の時にオーストラリアに留学した後、17歳の2002年に帰国してグリーンタワー・フェリック・稲毛インターに所属する。2003年、18歳で日本選手権5位初入賞。
2008年、北京オリンピックでは補欠に選出される。
2010年、アジア競技大会（中国・広州）で金メダル獲得。
2011年、アジア選手権（台湾・イーラン）で優勝。日本選手権でも初優勝。
2012年4月7日、千葉県館山市で開催されたトライアスロンアジア選手権で優勝し、ロンドンオリンピック日本代表に選出される。8月7日、ロンドンオリンピックに出場して43位。
2014年9月、アジア競技大会（韓国・仁川）で個人優勝し大会連覇を達成。翌日の混合リレーでも優勝し、ともに金メダルを獲得。
2015年3月、一般財団法人博慈会（東京都･博慈会記念総合病院を中核とする医療施設経営グループ）への移籍を発表した。10月にはコンサドーレ札幌の運営会社、北海道フットボールクラブと契約しコンサドーレパートナーアスリート第1号となる。

## 戦歴
2004年
- ITU ワールドカップ石垣大会 - 13位
- ジャパンカップ村上大会 - 3位

2005年
- ジャパンカップ幕張 - 1位
- ジャパンカップ村上 - 1位
- 日本トライアスロン選手権 - 3位
- 日本ランキング - 1位

2007年
- ITU 世界トライアスロン選手権 - 46位
- 日本トライアスロン選手権 - 8位

2009年
- コンチネンタルカップ - 1位
- 日本トライアスロン選手権 - 3位

2010年
- ITU ワールドカップ石垣 - 2位
- 広州アジア大会 - 1位

2011年
- ITU コンチネンタルカップソウル大会 - 3位
- ITU アジアカップ蒲郡大会 - 1位
- ITU 世界選手権シリーズキッズビュール大会 - 16位
- ITU 世界選手権シリーズロンドン大会 - 27位
- ITU 世界選手権シリーズグランドファイナル - 18位
- ITU 世界選手権シリーズ横浜大会 - 10位
- ASTC アジア選手権イーラン大会 - 1位
- 第17回日本トライアスロン選手権東京港大会 - 1位
- 2011年日本ランキング - 1位
- 2011年世界選手権シリーズランキング - 37位

2012年
- ロンドンオリンピック - 43位